# Noppawan Lertcheewakarn
Noppawan Lertcheewakarn (ur. 18 listopada 1991 w Chiang Mai) – tajska tenisistka, medalistka Letniej Uniwersjady 2013.

## Kariera tenisowa
Oprócz gry w turniejach juniorskich, Lertcheewakarn ma także na koncie występy w imprezach cyklu ITF. Jej dotychczasowymi triumfami są wygrane w pięciu turniejach cyklu ITF w grze pojedynczej i ośmiu w grze podwójnej. W turniejach w Bangkoku i Dżakarcie przegrywała w finałach. Turnieje gry podwójnej natomiast wygrywała w Dżakarcie i Manili, w obu przypadkach w parze z Varatchayą Wongteanchai.
W 2011 roku osiągnęła finał zawodów deblowych kategorii WTA International Series w Kuala Lumpur. Razem z Jessicą Moore uległy parze Dinara Safina–Galina Woskobojewa wynikiem 5:7, 6:2, 5–10. W następnym sezonie wspólnie z Julją Gluszko awansowały do finału turnieju WTA Challenger Tour w Pune, lecz w meczu mistrzowskim przegrały 0:6, 6:4, 8–10 z Niną Bratczikową i Oksaną Kalasznikową.

## Finały turniejów WTA
| Legenda                     | Legenda |
| --------------------------- | ------- |
| Wielki Szlem                |         |
| Igrzyska olimpijskie        |         |
| WTA Tour Championships      |         |
| 2009 – 2020                 |         |
| WTA Premier Mandatory       |         |
| WTA Premier 5               |         |
| WTA Premier                 |         |
| WTA International Series    |         |
| WTA 125K series (2012–2020) |         |

### Gra podwójna
| Końcowy wynik | Nr | Data              | Turniej      | Nawierzchnia | Partnerka     | Przeciwniczki                        | Wynik finału   |
| ------------- | -- | ----------------- | ------------ | ------------ | ------------- | ------------------------------------ | -------------- |
| Finalistka    | 1. | 6 marca 2011      | Kuala Lumpur | Twarda       | Jessica Moore | Dinara Safina Galina Woskobojewa     | 5:7, 6:2, 5–10 |
| Finalistka    | 2. | 11 listopada 2012 | Pune         | Twarda       | Julja Gluszko | Nina Bratczikowa Oksana Kalasznikowa | 0:6, 6:4, 8–10 |

## Wygrane turnieje rangi ITF
| turnieje z pulą nagród 100 000 $ |
| turnieje z pulą nagród 75 000 $  |
| turnieje z pulą nagród 50 000 $  |
| turnieje z pulą nagród 25 000 $  |
| turnieje z pulą nagród 15 000 $  |
| turnieje z pulą nagród 10 000 $  |

### gra pojedyncza
|    | Data       | Turniej        | Kat. | ($)    | Naw.   | Finalistka          | Wynik    |
| 1. | 04/05/2008 | Balikpapan     | ITF  | 25 000 | twarda | Isha Lakhani        | 6:3, 6:2 |
| 2. | 17/08/2008 | Chiang Mai     | ITF  | 10 000 | twarda | Nungnadda Wannasuk  | 6:2, 6:3 |
| 3. | 05/09/2010 | Tsukuba        | ITF  | 25 000 | twarda | Shiho Akita         | 6:4, 6:1 |
| 4. | 03/12/2011 | Dubaj          | ITF  | 75 000 | twarda | Kristina Mladenovic | 7:5, 6:4 |
| 5. | 08/05/2016 | Szarm el-Szejk | ITF  | 10 000 | twarda | Prerna Bhambri      | 6:4, 6:1 |

### gra podwójna
|    | Data       | Turniej  | Kat. | Partnerka               | Finalistki                           | Wynik            |
| 1. | 24/09/2006 | Dżakarta | ITF  | Varatchaya Wongteanchai | Lavinia Tananta Ayu-Fani Damayanti   | 6:2, 6:4         |
| 2. | 19/11/2006 | Manila   | ITF  | Varatchaya Wongteanchai | Kao Shao-yuan Thassha Vitayaviroj    | 3:6, 6:3, 7:6(2) |
| 3. | 20/04/2009 | Bol      | ITF  | Martina Borecká         | Michaela Pochabová Patrícia Verešová | 6:3, 6:3         |
| 4. | 01/04/2012 | Phuket   | ITF  | Zheng Saisai            | Han Xinyun Sun Shengnan              | 6:3, 6:3         |

## Finały juniorskich turniejów wielkoszlemowych

### Gra pojedyncza (2)
| Końcowy wynik | Rok  | Turniej   | Nawierzchnia | Przeciwniczka       | Wynik finału  |
| Finalistka    | 2008 | Wimbledon | Trawiasta    | Laura Robson        | 3:6, 6:3, 1:6 |
| Zwyciężczyni  | 2009 | Wimbledon | Trawiasta    | Kristina Mladenovic | 3:6, 6:3, 6:1 |

### Gra podwójna (4)
| Końcowy wynik | Rok  | Turniej     | Nawierzchnia | Partnerka    | Przeciwniczki                      | Wynik finału   |
| Zwyciężczyni  | 2008 | US Open     | Twarda       | Sandra Roma  | Mallory Burdette Sloane Stephens   | 6:0, 6:2       |
| Zwyciężczyni  | 2009 | French Open | Ceglana      | Elena Bogdan | Tímea Babos Heather Watson         | 3:6, 6:3, 10-8 |
| Zwyciężczyni  | 2009 | Wimbledon   | Trawiasta    | Sally Peers  | Kristina Mladenovic Silvia Njirić  | 6:1, 6:1       |
| Finalistka    | 2009 | US Open     | Twarda       | Elena Bogdan | Walerija Sołowjowa Maryna Zanewśka | 6:1, 3:6, 6-10 |